# Jan XI. Mráz
Jan zvaný Mráz – jako lubušský biskup Jan III., jako olomoucký biskup Jan X. (XI.)

## Životopis
Pocházel z českého drobného šlechtického rodu ze Skočic u Klatov. V letech 1381–1390 byl proboštem křižovníků v Praze na Zderaze. V roce 1390 byl jmenován biskupem v Merseburgu, avšak tamější kapitula ho nepřijala. Proto byl přeložen jako biskup do braniborské diecéze lubušské. Tam se mnoho nezdržoval, protože působil jako člen královské rady Václava IV. a jako jeho diplomat. V té době se stal kanovníkem v Olomouci, později proboštem kapituly a roku 1397 získal tamní biskupský stolec. Do Olomouce přišel za špatné hospodářské situace, kdy většina statků byla zastavena a zbytek zpustošen. Na Moravě řádily v té době války mezi markrabaty Prokopem a Joštem. Úchvaty církevního zboží nabyly takového rozsahu, že se biskup Jan musel dovolávat ochrany papeže Bonifáce IX. Ten označil Prokopa Lucemburského za škůdce církve a exkomunikoval ho. Roku 1399 si musel biskup Jan na dlužní úpis půjčit peníze, aby se mohl vojensky hájit proti násilnostem markraběte Prokopa. V roce 1400 se z bezpečnostních důvodů musel skrývat na hradě Mírově. Biskup Jan Mráz zemřel 22. července 1403 a byl pochován v olomouckém dómu.